# Alessio Galletti
Pour les articles homonymes, voir Galletti.
Alessio Galletti (né le 26 mars 1968 à Cascina et mort le 15 juin 2005 à Oviedo) est un coureur cycliste italien. Il est professionnel de 1994 à 2005.

## Biographie
On note à son palmarès une étape du Tour de l'Ain en 1998 et une étape du Tour Down Under en 2001. Il a participé une seule fois au Tour de France, en 1995, qu'il termine 83e. Il a été un coéquipier de Mario Cipollini durant quatre saisons, au sein de l'équipe Saeco de 1999 à 2001, puis chez Domina Vacanze en 2004.
Il a été mêlé à plusieurs affaires de dopage. En 2000, il a été suspendu pour quatre courses après que la brigade des finances de Padoue eut retrouvé de l'EPO et de la testostérone à son domicile. En 2004, il est exclu par la Domina Vacanze peu avant le Tour de France. La brigade des stupéfiants de Florence le soupçonnait, notamment sur la base d'écoutes téléphoniques, de participer à un trafic de produits dopants.
Il est mort le 15 juin 2005 à la suite d'un malaise lors de la Subida al Naranco en Espagne, victime d'un arrêt cardio-respiratoire.

## Palmarès

### Palmarès amateur
- 1992
  - Coppa Ricami e Confezioni Pistoiesi
  - Mémorial Giampaolo Bardelli
  - 2e de Florence-Viareggio
  - 3e de la Coppa Bologna
- 1993
  - Florence-Viareggio

### Palmarès professionnel
- 1998
  - 3e étape du Tour de l'Ain
  - 2e du Tour de l'Ain
  - 2e du Tour du Maroc
  - 3e du Grand Prix de la ville de Camaiore
- 2001
  - 3e étape du Tour Down Under
- 2003
  - Grand Prix Fred Mengoni

## Résultats sur les grands tours

### Tour de France
2 participations
- 1994 : abandon (16e étape)
- 1995 : 83e

### Tour d'Italie
6 participations
- 1996 : 73e
- 1997 : abandon (19e étape)
- 1999 : 114e
- 2000 : 120e
- 2002 : 117e
- 2004 : 89e

### Tour d'Espagne
3 participations
- 2000 : abandon (10e étape)
- 2001 : abandon (11e étape)
- 2002 : abandon (8e étape)